# Lac du Sourd
Lac du Sourd är en sjö i Kanada.   Den ligger i regionen Laurentides och provinsen Québec, i den sydöstra delen av landet, 90 km norr om huvudstaden Ottawa. Lac du Sourd ligger 259 meter över havet. Arean är 9,0 kvadratkilometer. Den sträcker sig 6,1 kilometer i nord-sydlig riktning, och 5,5 kilometer i öst-västlig riktning.
I omgivningarna runt Lac du Sourd växer i huvudsak blandskog. Trakten runt Lac du Sourd är nära nog obefolkad, med mindre än två invånare per kvadratkilometer.